# ILoveMakonnen
Маконнен Камали Шеран (англ. Makonnen Kamali Sheran, 12 апреля 1989, Лос-Анджелес, Калифорния, США), более известный под сценическим псевдонимом iLoveMakonnen (часто стилизовано как ILOVEMAKONNEN) — американский рэпер, певец и автор песен. Его восхождение к славе началось в 2014 году, после того, как канадский рэпер Дрейк выпустил ремикс на его песню «Tuesday», дебютировавшую на 12 строчке Billboard Hot 100.

## Ранняя жизнь
Маконнен родился 12 апреля 1989 года, в южном Лос-Анджелесе, Калифорния, и был назван в честь Тафари Маконнен Вольдемикаэль, имя при рождении Хайле Селассие I. Его отец является иммигрантом первого поколения из Белиза, который работал электриком, а его мать была инструктором ногтей, которая проработала в бизнесе красоты более 30 лет. Он смешанной расы, черные, белые, и азиаты.
Выросший в Лос-Анджелесе, он переехал в Атланту в 2002 году, когда ему было 13 лет, из-за развода родителей, и стал свидетелем смерти близкого друга в старшем классе средней школы.
Его бабушка была оперной певицей, что повлияло на его музыкальную карьеру.

## Личная жизнь
20 января 2017 года Маконнен совершил каминг-аут как гей на своем официальном аккаунте в Твиттере.

## Дискография

### Мини-альбомы
| Название                                                                                | Детали                                                                                   | Высшая позиция в чартах | Высшая позиция в чартах |
| Название                                                                                | Детали                                                                                   | US                      | US R&B /HH              |
| --------------------------------------------------------------------------------------- | ---------------------------------------------------------------------------------------- | ----------------------- | ----------------------- |
| iLoveMakonnen                                                                           | - Релиз: 15 декабря 2014 - Лейбл: OVO Sound, Warner Bros. - Формат: цифровая дистрибуция | 72                      | 48                      |
| iLoveMakonnen 2                                                                         | - Релиз: 20 ноября 2015 - Лейбл: OVO Sound, Warner Bros. - Формат: цифровая дистрибуция  | —                       | 40                      |
| Fun Summer 17 Vol. 1                                                                    | - Релиз: 7 июня 2017 - Лейбл: издан самостоятельно - Формат: стриминг                    | —                       | —                       |
| ILOVEMAKONNEN X RONNY J (совместно с Ronny J)                                           | - Релиз: 24 января 2018 - Лейбл: издан самостоятельно - Формат: стриминг                 | —                       | —                       |
| iLOVEAMERICA                                                                            | - Релиз: 4 июля 2018 - Лейбл: издан самостоятельно - Формат: стриминг                    | —                       | —                       |
| M3                                                                                      | - Релиз: 21 июня 2019 - Лейбл: Warner Bros. - Формат: стриминг                           | —                       | —                       |
| «—» означает запись, которая не попала в чарты или не была выпущена на этой территории. |                                                                                          |                         |                         |

### Микстейпы
| Название                                 | Детали                                                                                  | Высшие позиции в чартах |
| Название                                 | Детали                                                                                  | US Rap                  |
| ---------------------------------------- | --------------------------------------------------------------------------------------- | ----------------------- |
| 3D                                       | - Релиз: 2011 - Лейбл: издан самостоятельно - Формат: цифровая дистрибуция              | —                       |
| 4G                                       | - Релиз: 2011 - Лейбл: издан самостоятельно - Формат: цифровая дистрибуция              | —                       |
| 5                                        | - Релиз: 2011 - Лейбл: S.O.D MG - Формат: цифровая дистрибуция                          | —                       |
| 6                                        | - Релиз: 2011 - Лейбл: издан самостоятельно - Формат: цифровая дистрибуция              | —                       |
| Holiday Special                          | - Релиз: 2011 - Лейбл: издан самостоятельно - Формат: цифровая дистрибуция              | —                       |
| LTE                                      | - Релиз: 2012 - Лейбл: издан самостоятельно - Формат: цифровая дистрибуция              | —                       |
| A Trillion Light Years                   | - Релиз: 2012 - Лейбл: издан самостоятельно - Формат: цифровая дистрибуция              | —                       |
| Drink More Water                         | - Релиз: 2012 - Лейбл: издан самостоятельно - Формат: цифровая дистрибуция              | —                       |
| Drink More Water 2                       | - Релиз: 2013 - Лейбл: издан самостоятельно - Формат: цифровая дистрибуция              | —                       |
| 3 Suns                                   | - Релиз: 2013 - Лейбл: издан самостоятельно - Формат: цифровая дистрибуция              | —                       |
| Drink More Water 3                       | - Релиз: 2014 - Лейбл: издан самостоятельно - Формат: цифровая дистрибуция              | —                       |
| Drink More Water 4                       | - Релиз: 30 июня 2014 - Лейбл: издан самостоятельно - Формат: Загрузка                  | —                       |
| Drink More Water 5                       | - Релиз: 31 марта 2015 - Лейбл: OVO Sound - Формат: цифровая дистрибуция                | —                       |
| Whip It Up (совместно с Rich The Kid)    | - Релиз: 26 ноября 2015 - Лейбл: Rich Forever, OVO Sound - Формат: цифровая дистрибуция | —                       |
| Drink More Water 6                       | - Релиз: 18 марта 2016 - Лейбл: Warner Bros. Records - Формат: Загрузка                 | 25                      |
| Red Trap Dragon (совместно с Danny Wolf) | - Релиз: 9 августа 2016 - Лейбл: издан самостоятельно - Формат: цифровая дистрибуция    | —                       |

### Синглы

#### В качестве ведущего исполнителя
| Название                                                            | Год  | Высшая позиция в чартах | Высшая позиция в чартах | Высшая позиция в чартах | Высшая позиция в чартах | Высшая позиция в чартах | Высшая позиция в чартах | Сертификация       | Альбом                                          |
| Название                                                            | Год  | US                      | US R&B /HH              | US R&B                  | CAN                     | FRA                     | RMNZ                    | Сертификация       | Альбом                                          |
| ------------------------------------------------------------------- | ---- | ----------------------- | ----------------------- | ----------------------- | ----------------------- | ----------------------- | ----------------------- | ------------------ | ----------------------------------------------- |
| «Tuesday» (при участии Дрейка)                                      | 2014 | 12                      | 2                       | 1                       | 56                      | 86                      | —                       | - RIAA: платиновый | iLoveMakonnen                                   |
| «Sellin»                                                            | 2016 | —                       | —                       | —                       | —                       | —                       | —                       |                    | Drink More Water 6                              |
| «Side to Side»                                                      | 2016 | —                       | —                       | —                       | —                       | —                       | —                       |                    | н/д                                             |
| «Love» (при участии Rae Sremmurd)                                   | 2017 | —                       | —                       | —                       | —                       | —                       | —                       |                    | н/д                                             |
| «Sunlight On Your Skin» (совместно с Lil Peep)                      | 2018 | —                       | —                       | —                       | —                       | —                       | 36                      |                    | Come Over When You’re Sober, Pt. 2              |
| «I’ve Been Waiting» (совместно с Lil Peep при участии Fall Out Boy) | 2019 | 62                      | —                       | —                       | —                       | —                       | —                       | - RIAA: золотой    | Greatest Hits: Believers Never Die – Volume Two |

#### В качестве приглашённого исполнителя
| Название                                                         | Год  | Альбом                     |
| ---------------------------------------------------------------- | ---- | -------------------------- |
| «I Like Tuh» (Carnage при участии iLoveMakonnen)                 | 2015 | Papi Gordo                 |
| «Kolony Anthem» (Стив Аоки при участии iLoveMakonnen & Bok Nero) | 2017 | Steve Aoki Presents Kolony |
| «How Else» (Стив Аоки при участии Rich The Kid & iLoveMakonnen)  | 2017 | Steve Aoki Presents Kolony |
| «No Friends» (Chase Atlantic при участии iLoveMakonnen & K CAMP) | 2017 | Part Three                 |

### Гостевое участие
| Название                  | Год  | Исполнитель                      | Альбом                          |
| ------------------------- | ---- | -------------------------------- | ------------------------------- |
| «Nokia»                   | 2014 | Father                           | L1L D1DDY                       |
| «Look at Wrist»           | 2014 | Father, Key!                     | Young Hot Ebony                 |
| «Day2Day» (Remix)         | 2014 | Tunji Ige, Michael Christmas     | —                               |
| «I Understand»            | 2014 | Key!, FKi                        | F Key i                         |
| «FriendsMaybe»            | 2014 | Rome Fortune                     | Small VVorld                    |
| «Syrup in My Soda»        | 2014 | Mike WiLL Made-It, Riff Raff     | —                               |
| «Swerve»                  | 2014 | Mike WiLL Made-It                | Ransom                          |
| «H.O.M.E.»                | 2015 | Тринидад Джеймс                  | No One Is Safe                  |
| «Interviews»              | 2015 | Brodinski, Yung Gleesh           | Brava                           |
| «TrUe Thang»              | 2015 | Rome Fortune, CeeJ               | loloU                           |
| «Take it Easy»            | 2015 | Gucci Mane                       | Breakfast                       |
| «Slaughter Ya Daughter»   | 2015 | 21 Savage, Key!                  | The Slaughter Tape              |
| «All Black Hummers»       | 2015 | Father, Archibald Slim, Ethereal | Papicodone                      |
| «Favorite Record (Remix)» | 2015 | Fall Out Boy                     | Make America Psycho Again       |
| «Who Be Lovin' Me»        | 2016 | Сантиголд                        | 99¢                             |
| «Why Don’t U»             | 2016 | Father, Abra                     | I’m a Piece of Shit             |
| «Party on Me»             | 2016 | Father, Ethereal                 | I’m a Piece of Shit             |
| «Thru It All» (Remix)     | 2016 | Wintertime                       | I Know What You Did Last Winter |
| «Take it Easy»            | 2016 | Gucci Mane                       | Meal Ticket                     |
| «Cash Cash»               | 2016 | Gucci Mane                       | Meal Ticket                     |
| «Forever»                 | 2016 | FKi                              | 1st Time for Everything         |
| «Coming Soon»             | 2016 | Скепта, Céon                     | —                               |
| «Lit»                     | 2016 | Rome Fortune                     | VVORLDVVIDE PIMPSTATION         |
| «My Boy Band 'Exortion'»  | 2016 | Rome Fortune, Nevabitch          | VVORLDVVIDE PIMPSTATION         |
| «I’ll Be Damned»          | 2016 | Hoodrich Pablo Juan, Lil Yachty  | —                               |
| «Global»                  | 2017 | Lil B                            | Black Ken                       |